# Discounfall
Ein Discounfall ist die umgangssprachliche Bezeichnung für einen Autounfall mit Sach- oder Personenschaden, der sich meistens in den frühen Morgenstunden der Wochenend-Nächte ereignet und von Disco- oder Partyheimkehrern verursacht wird.

## Ursachen
Die Ursachen für Discounfälle können die riskante Fahrweise, Imponiergehabe, mangelhafte Fahrpraxis oder Alkohol- und Drogenkonsum sein. Oft sind Personen der sogenannten Risikogruppe der 18- bis 25-jährigen Fahranfänger beteiligt. Statistisch gesehen sind meist junge, alkoholisierte Männer die Verursacher von Discounfällen.

## Prävention
Polizei und Verkehrswacht versuchen, mit Aufklärungskampagnen und verstärkten Polizeikontrollen die Zahl der Unfälle zu verringern. Viele Gemeinden und Städte bieten Taxigutscheine oder verbilligten öffentlichen Transport für Discogänger an, um das Risiko dieser Verkehrsunfälle zu verringern. Es gibt Unternehmen, die regional die Heimfahrt im eigenen PKW nach einem Discobesuch anbieten.
Auch Geschwindigkeitskontrollen stellen ein wirksames Mittel dar.